# Bad (chanson de Michael Jackson)
Cet article concerne la chanson de Michael Jackson. Pour la chanson de U2, voir Bad.
Pour les articles homonymes, voir Bad.
Singles de Michael Jackson
I Just Can't Stop Loving You
(1987) The Way You Make Me Feel
(1987)
Pistes de Bad
The Way You Make Me Feel
(2)
Bad est une chanson de Michael Jackson. Écrite et composée par Jackson, coproduite avec Quincy Jones, elle sort en single le 7 septembre 1987. Elle est le second single extrait de l'album Bad sorti quelques jours plus tôt (le 31 août). Bad atteignit les premières places de nombreux classements musicaux et se classa no 1 au Billboard Hot 100.

## Clip vidéo
Le clip, d'une durée de 18 minutes dans sa version longue, a été réalisé par Martin Scorsese et écrit par Richard Price. Il a été tourné à Dobbs Ferry et à New York. On y retrouve notamment Wesley Snipes, qui débutait alors sa carrière au cinéma, et la chanteuse Roberta Flack, qui fait la voix de la mère de Michael. À l'instar du clip de Beat It, celui de Bad a pour toile de fond l'univers des bandes de rue et leur violence. Par ailleurs, sa chorégraphie s'inspire du célèbre film musical West Side Story (1961).

### Résumé
Darryl (Michael Jackson), un jeune homme originaire d'un quartier pauvre et malfamé de la ville de New York, revient de son école privée pour garçons pour les vacances d'hiver. Il retrouve sa bande avec qui il faisait des mauvais coups (avec Wesley Snipes comme chef de la bande). Mais Darryl semble plus sérieux depuis qu'il est revenu. Ses amis disent qu'il n'est plus un voyou, un méchant (« bad » en anglais), et Darryl veut alors leur prouver qu'il peut encore en être un. Cependant, dans une station du métro de New York (Hoyt-Schermerhorn Sts), après avoir essayé d'agresser un vieil homme, Darryl le laisse partir. Ses amis lui crient qu'il n'est plus « bad » et une dispute éclate.
Soudain, le clip qui était jusqu'à présent en noir et blanc passe en couleur et des danseurs arrivent derrière Darryl, ce dernier apparaissant avec des nouveaux vêtements noirs. Il simule un coup de fouet et la musique de Bad démarre. Le groupe se met à danser et provoque le désordre dans la station de métro. À la fin de la chanson, Darryl et ses danseurs se retrouvent devant la bande et lui crient « Who's Bad ? » (Qui est méchant ?) avec le poing devant le visage.
Puis, Darryl et ses danseurs crient plusieurs fois sur un air rythmé « Who's Bad ? », pour prouver à la bande de Wesley Snipes qu'ils sont des mecs cool sans sombrer dans la délinquance. Darryl et Wesley Snipes se serrent finalement la main. Ce dernier et ses amis quittent la station de métro et la caméra se tourne vers Darryl qui n'a plus ses vêtements noirs mais ceux qu'il portait au début du clip. L'image est à nouveau en noir et blanc. Les danseurs sont partis et Darryl se retrouve seul dans le métro, laissant supposer que toute cette séquence musicale n'était que le fruit de son imagination...
Le vidéoclip se termine par un générique sur une version remixée du titre.

## Interprétation en tournée
Bad était planifiée au programme de la tournée This Is It. Elle fut interprétée durant la tournée Bad World Tour et quelques concerts du Dangerous World Tour (les 27 juin, 15 juillet, et du 12 au 19 décembre 1992). Elle ne figure pas dans le programme de la tournée This is it[réf. nécessaire].

## Distribution
- Michael Jackson : auteur-compositeur-interprète, chœurs, coproducteur, percussions
- Quincy Jones : producteur
- Jimmy Smith : Orgue Hammond B3 Midi solo
- Greg Phillinganes : synthétiseur solo
- John Robinson : batterie
- Douglas Getschal : programmateur de batterie
- David Williams : guitare
- Kim Hutchcroft, Larry Williams : saxophones
- Gary Grant, Jerry Hey : trompettes
- Paulinho Da Costa : percussions
- Christpher Currell : synclavier, digital guitar, rubba
- John Barnes, Michael Boddicker, Greg Phillinganes : synthétiseurs
- Arrangement du rythme par Michael Jackson, Christpher Currell & Quincy Jones
- Arrangement du chant par Michael Jackson
- Arrangement des cuivres par Jerry Hey

## Liste des titres
| A. | Bad             | Michael Jackson              | 4:05 |
| B. | I Can't Help It | Stevie Wonder, Susaye Greene | 4:28 |

| 1. | Bad (Dance Extended Mix Includes "False Fade") | 8:24 |
| 2. | Bad (7" Single Mix)                            | 4:05 |
| 3. | Bad (Dance Remix Radio Edit)                   | 4:50 |
| 4. | Bad (Dub Version)                              | 4:05 |
| 5. | Bad (A Cappella)                               | 3:49 |

| 1. | Bad (7" Single Mix)                            | 4:06  |
| 2. | Bad (Dance Extended Mix Includes "False Fade") | 8:22  |
| 3. | Bad (Music video)                              | 18:06 |

### SingleBad
Audio (CD)
1. Bad – 4:05

Vidéoclips (DVD)
1. Bad (Official Video - Long Version) – 18:06
2. Bad (Official Video - Short Version) – 4:20

## Parodies
Bad a été parodié sous le titre Fat par « Weird Al » Yankovic, qui en fit également un clip. Le titre a également été parodié par le comédien humoriste Lenny Henry sous le titre "Mad" en 1987.

## Divers
- Le morceau Bad était à l'origine prévu comme un duo avec Prince, longtemps considéré dans les médias comme le « rival » de Michael Jackson. Quincy Jones, dans une interview incluse dans la réédition 2001 de l'album Bad, raconte que Prince aurait dit à Michael Jackson qu'il ne voulait pas y participer, précisant par délicatesse que, le titre étant de Michael Jackson, il serait un tube même sans lui. Selon l'entourage proche de Prince, ce dernier aurait refusé la proposition parce que la chanson démarre par « Your butt is mine » (en français : « Ton cul est à moi »). Dans une interview télévisée de 1997, Prince révéla l'échange qu'il a eu avec Michael Jackson à propos de cette phrase : « Qui va chanter ça à qui ? Parce que tu ne vas certainement pas me le chanter, et je ne vais certainement pas te le chanter. Alors là, nous avons un problème »[3],[4].
- Dans le clip, le personnage de Darryl subit la pression de ses amis lorsqu'il rentre de son lycée pour commettre des actes délictueux, mais repousse finalement leur proposition par la musique. Divers biographes de Michael Jackson ont écrit que la chanson Bad avait été inspirée par la tragique histoire d'Edmund Perry. En 1985, Edmund Perry, un résident de Harlem âgé de 17 ans, fut abattu par Lee Van Houten, un policier en civil de 24 ans. L'affaire a brièvement déclenché une tempête de protestations à New York quand il a été révélé que Perry était un étudiant méritant et était inscrit pour étudier à Stanford. Cependant, Van Houten a affirmé que Perry et son frère avaient tenté de l'agresser et la fusillade a été jugée comme justifiée.
- La morale qui se dégage de Bad peut aussi faire écho à la jeunesse de Michael Jackson et de ses frères à Gary, lorsque leurs parents les ont poussés à faire de la musique afin de ne pas tomber dans la délinquance.
- Le terme expressif « shamone » (dérivé de « come on »), utilisé plusieurs fois dans la chanson, n’est pas seulement une façon cool de dire « allez » ou « viens ». C’est un clin d’œil de Michael Jackson à la chanteuse soul Mavis Staples qui a utilisé cette expression dans une version live de I’ll Take You There en 1975[5].

## Classements

### Classements hebdomadaires
| Classement (1987–1988)                          | Meilleure position |
| ----------------------------------------------- | ------------------ |
| Afrique du Sud (Radio Springbok)                | 4                  |
| Allemagne (Media Control AG)                    | 4                  |
| Australie (Kent Music Report)                   | 4                  |
| Autriche (Ö3 Austria Top 40)                    | 9                  |
| Belgique (Flandre Ultratop 50 Singles)          | 1                  |
| Belgique (Flandre VRT Top 30)                   | 1                  |
| Canada (RPM 100 Singles)                        | 5                  |
| Canada (RPM Adult Contemporary)                 | 5                  |
| Espagne (AFYVE)                                 | 3                  |
| États-Unis (Billboard Hot 100)                  | 1                  |
| États-Unis (Cash Box)                           | 1                  |
| États-Unis (Hot Dance Club Play)                | 1                  |
| États-Unis (Hot Dance Music/Maxi-Singles Sales) | 1                  |
| États-Unis (Hot R&B/Hip-Hop Singles)            | 1                  |
| Europe (Eurochart Hot 100)                      | 1                  |
| France (SNEP)                                   | 4                  |
| Irlande (IRMA)                                  | 1                  |
| Italie (FIMI)                                   | 1                  |
| Norvège (VG-lista)                              | 2                  |
| Nouvelle-Zélande (RMNZ)                         | 2                  |
| Pays-Bas (Nederlandse Top 40)                   | 1                  |
| Pays-Bas (Single Top 100)                       | 1                  |
| Pologne (Classements Singles)                   | 3                  |
| Royaume-Uni (UK Singles Chart)                  | 3                  |
| Suède (Sverigetopplistan)                       | 4                  |
| Suisse (Schweizer Hitparade)                    | 3                  |

| Classement (2006)              | Meilleure position |
| ------------------------------ | ------------------ |
| Australie (Kent Music Report)  | 91                 |
| Espagne (PROMUSICAE)           | 1                  |
| France (SNEP)                  | 48                 |
| Italie (FIMI)                  | 5                  |
| Pays-Bas (Single Top 100)      | 27                 |
| Royaume-Uni (UK Singles Chart) | 16                 |

| Classement (2009)                         | Meilleure position |
| ----------------------------------------- | ------------------ |
| Australie (ARIA)                          | 27                 |
| Autriche (Ö3 Austria Top 40)              | 38                 |
| Belgique (Flandre Back Catalogue Singles) | 10                 |
| Canada (Hot Canadian Digital Singles)     | 30                 |
| Danemark (Tracklisten)                    | 37                 |
| États-Unis (Hot Digital Songs)            | 23                 |
| Espagne (PROMUSICAE)                      | 20                 |
| Italie (FIMI)                             | 11                 |
| Pays-Bas (Single Top 100)                 | 53                 |
| Royaume-Uni (UK Singles Chart)            | 40                 |
| Suède (Sverigetopplistan)                 | 25                 |
| Suisse (Schweizer Hitparade)              | 15                 |

| Classement (2012)            | Meilleure position |
| ---------------------------- | ------------------ |
| Autriche (Ö3 Austria Top 40) | 45                 |

| Classement (1987)              | Position |
| ------------------------------ | -------- |
| Canada (RPM Top 100 Singles)   | 54       |
| États-Unis (Billboard Hot 100) | 59       |
| États-Unis (Cash Box)          | 24       |
| Italie (FIMI)                  | 5        |
| Pays-Bas (Nederlandse Top 40)  | 37       |
| Pays-Bas (Single Top 100)      | 14       |

| Pays             | Certification | Date | Ventes  |
| ---------------- | ------------- | ---- | ------- |
| Australie (ARIA) | Platine       | 2009 | 70 000  |
| France (SNEP)    | Argent        | 1987 | 250 000 |